# Башица
Башица (бел. Башыца) — деревня в Чечерском районе Гомельской области Белоруссии. Входит в состав Меркуловичского сельсовета.

## География

### Расположение
В 23 км на северо-запад от Чечерска, 41 км от железнодорожной станции Буда-Кошелёвская (на линии Гомель — Жлобин), 69 км от Гомеля.

### Гидрография
Около восточной окраины мелиоративный канал, соединённый с рекой Чечора (приток реки Сож).

## Транспортная сеть
Рядом автодорога Рысков — Чечерск. Планировка состоит из длинной прямолинейной и параллельной к ней короткой улиц, ориентированных с юго-востока на северо-запад. Застройка двусторонняя, деревянная, усадебного типа.

## История
Согласно письменным источникам известна с XIX века как селение в Меркуловичской волости Рогачёвского уезда Могилёвской губернии. С 1880 года действовал хлебозапасный магазин. Согласно переписи 1897 года действовали мельница, хлебозапасный магазин. В 1909 году 512 десятины земли.
В 1930 году организован колхоз имени В. И. Ленина, работала кузница. 61 житель погиб на фронтах Великой Отечественной войны. Согласно переписи 1959 года в составе экспериментальной базы «Меркуловичи» (центр — деревня Меркуловичи.

## Население

### Численность
- 2004 год — 40 хозяйств, 60 жителей.

### Динамика
- 1897 год — 58 дворов, 404 жителя (согласно переписи).
- 1909 год — 61 двор, 437 жителей.
- 1959 год — 371 житель (согласно переписи).
- 2004 год — 40 хозяйств, 60 жителей.